# Équipe cycliste TVM

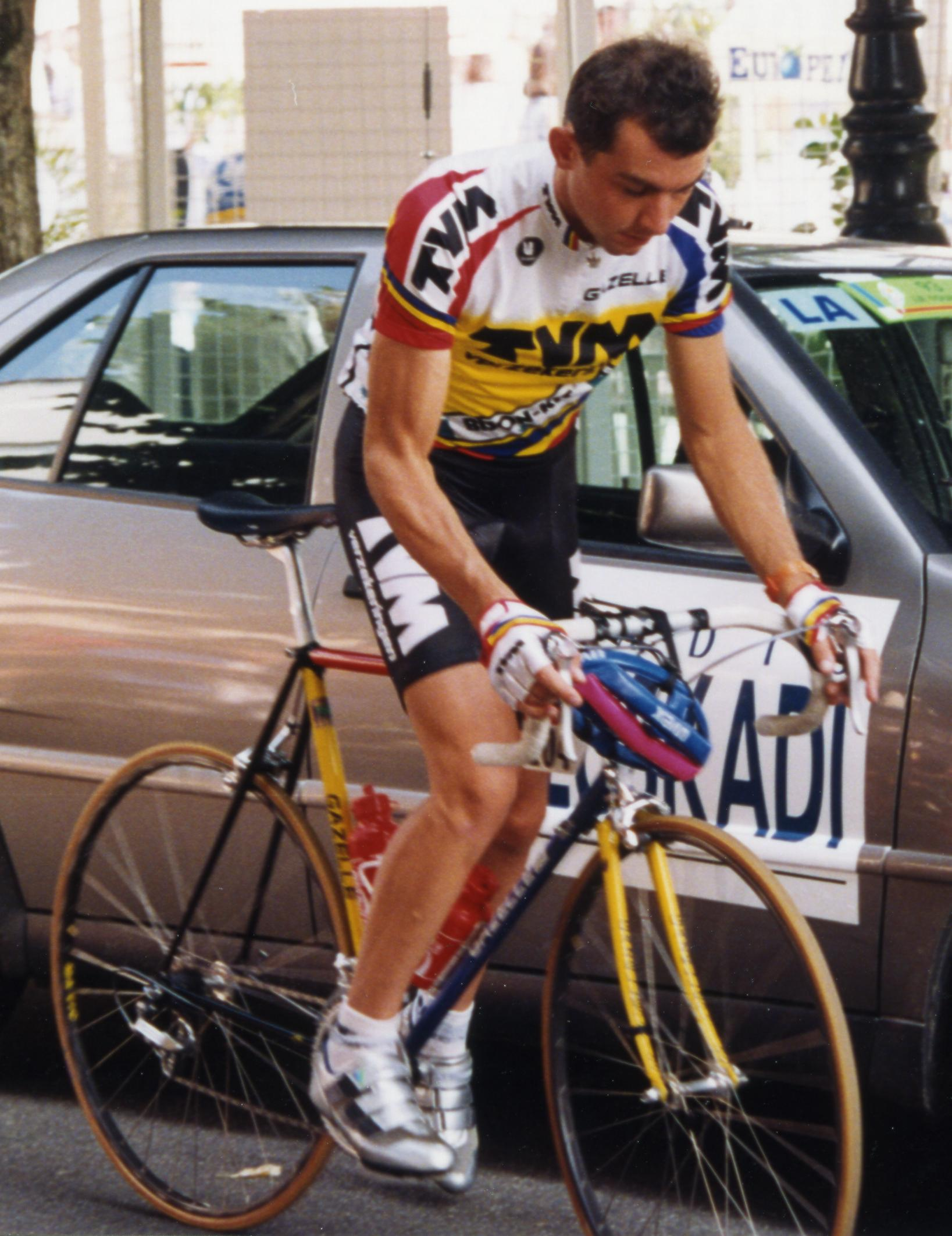
Maarten den Bakker avec le maillot de l'équipe sur le Tour de France 1993

Pour les articles homonymes, voir TVM.
L' équipe cycliste TVM est une ancienne équipe cycliste néerlandaise ayant existé de 1988 à 2000.
En 1998, lors de l'édition du Tour de France, elle a fait l'objet de poursuites judiciaires pour une affaire de dopage, l'enquête française ayant établi une liste de 88 produits importés, transportés et detenus illicitement par les mis en examen. Son directeur sportif, son médecin et son soigneur ont été condamnés en 2001.
L'équipe disparaît en 2000 après une dernière année sans le sponsor TVM, Farm Frites co-sponsorisera l'équipe Domo-Farm Frites (2001-2002) jusque sa disparition entre les équipes Lotto-Domo et Quick Step.
En 2011, le sponsor TVM reviendra dans le cyclisme en sponsorisant la formation amateur Cyclingteam De Rijke.

## Principaux coureurs
| Nom               | Naissance | Nationalité | Équipe précédente                 | De        | À         | Équipe suivante             |
| ----------------- | --------- | ----------- | --------------------------------- | --------- | --------- | --------------------------- |
| Robert Millar     | 1958      | Royaume-Uni | Z-Peugeot                         | 1992      | 1994      | Le Groupement               |
| Bo Hamburger      | 1970      | Danemark    | Débuts pro                        | 1991      | 1997      | Casino-C’est Votre Équipe   |
| Jesper Skibby     | 1964      | Danemark    | Débuts pro                        | 1991      | 1997      | Team CSC                    |
| Bart Voskamp      | 1968      | Pays-Bas    | Débuts pro                        | 1993      | 1999      | Team Polti                  |
| Tristan Hoffman   | 1970      | Pays-Bas    | Débuts pro                        | 1995      | 1999      | Team CSC                    |
| Lars Michaelsen   | 1969      | Danemark    | Festina                           | 1997      | 1998      | Team CSC                    |
| Sergueï Ivanov    | 1975      | Russie      | Lada-Samara                       | 1997      | 2000      | Fassa Bortolo               |
| Nicolaj Bo Larsen | 1971      | Danemark    | Amore e Vita                      | 1998      | 1998      | Team CSC                    |
| Phil Anderson     | 1958      | Australie   | Panasonic                         | 1988      | 1990      | Motorola                    |
| Peter Van Petegem | 1970      | Belgique    | Trident                           | 1995      | 2000      | Mercury-Viatel              |
| Johan Capiot      | 1964      | Belgique    | Roland - Skala Collstrop - Lystex | 1988 1997 | 1994 2000 | Refin Arrêt                 |
| Dimitri Konyshev  | 1966      | Russie      | Alfa Lum - STM                    | 1991      | 1992      | Jolly Componibili - Club 88 |

## Principales victoires

### Classiques
- Paris-Tours : 1988 (Peter Pieters) et 1991 (Johan Capiot)
- Gand-Wevelgem : 2000 (Geert Van Bondt)
- Circuit Het Volk : 1990 et 1992 (Johan Capiot), 1997 et 1998 (Peter Van Petegem)

### Grands tours
| - Tour de France - 11 participations (1989, 1990, 1991, 1992, 1993, 1994, 1995, 1996, 1997, 1998, 2000) - 10 victoires d'étapes : - 2 en 1991 : Dimitri Konyshev (2) - 1 en 1992 : Rob Harmeling - 1 en 1993 : Jesper Skibby - 1 en 1994 : Bo Hamburger - 1 en 1995 : Jeroen Blijlevens - 2 en 1996 : Jeroen Blijlevens, Bart Voskamp - 1 en 1997 : Jeroen Blijlevens - 1 en 1998 : Jeroen Blijlevens | - Tour d'Italie - 8 participations (1989, 1990, 1991, 1995, 1996, 1998, 1999, 2000) - 6 victoires d'étapes : - 2 en 1989 : Phil Anderson, Jesper Skibby - 1 en 1990 : Phil Anderson - 1 en 1998 : Laurent Roux - 2 en 1999 : Jeroen Blijlevens (2) - 1 victoire au classement intergiro : Phil Anderson (1990) | - Tour d'Espagne - 10 participations (1991, 1992, 1993, 1994, 1995, 1996, 1997, 1998, 1999, 2000) - 14 victoires d'étapes : - 2 en 1991 : Jesper Skibby (2) - 1 en 1993 : Dag Otto Lauritzen - 1 en 1994 : Bart Voskamp - 2 en 1995 : Jesper Skibby, Jeroen Blijlevens - 1 en 1996 : Jeroen Blijlevens - 2 en 1997 : Lars Michaelsen, Bart Voskamp - 2 en 1998 : Jeroen Blijlevens (2) - 2 en 1999 : Jeroen Blijlevens, Sergueï Outschakov - 1 en 2000 : Jans Koerts |

### Championnats nationaux
- Championnat de Belgique sur route (1)
  - Course en ligne : 1993 (Alain Van den Bossche)
- Championnat des Pays-Bas sur route (7)
  - Course en ligne : 1988 (Peter Pieters), 1992 (Tristan Hoffman), 1995 (Servais Knaven), 1996 (Maarten den Bakker)
  - Contre-la-montre : 1994 (Steven Rooks), 1999 (Bart Voskamp)
  - Course en ligne espoirs : 1995 (Steven de Jongh)
- Championnat de Russie sur route (3)
  - Course en ligne : 1998, 1999, 2000 (Sergueï Ivanov)
- Championnat de Suède sur route (1)
  - Contre-la-montre : 1997 et 1998 (Michael Andersson)
- Championnat de Suisse sur route (2)
  - Contre-la-montre : 1995 (Roland Meier)
  - Course en ligne amateurs : 1993 (Roland Meier)
- Championnat de Belgique sur piste (1)
  - Omnium : 1998 (Peter Van Petegem)

## Classements UCI
Jusqu'en 1998, les équipes cyclistes sont classées par l'UCI dans une division unique. En 1999 le classement UCI par équipes est divisé entre GSI, GSII et GSIII. L'équipe est classée en GSI durant cette période. Les classements détaillés ci-dessous sont ceux de l'équipe en fin de saison. Les coureurs demeurent en revanche dans un classement unique.
| Saison | Classement par équipes | Meilleur coureur au classement individuel |
| ------ | ---------------------- | ----------------------------------------- |
| 1995   | 10e                    | Jelle Nijdam (49e)                        |
| 1996   | 14e                    | Bo Hamburger (57e)                        |
| 1997   | 7e                     | Laurent Roux (37e)                        |
| 1998   | 14e                    | Peter Van Petegem (17e)                   |
| 1999   | 9e                     | Peter Van Petegem (20e)                   |
| 2000   | 14e                    | Peter Van Petegem (22e)                   |